# Bupleurum rosulare
Bupleurum rosulare là một loài thực vật có hoa trong họ Hoa tán. Loài này được Korovin ex Pimenov & Sdobnina mô tả khoa học đầu tiên năm 1983.